# Olympische Sommerspiele 2008/Rudern – Zweier ohne Steuermann
Der Ruderwettbewerb im Zweier ohne Steuermann der Männer bei den Olympischen Spielen 2008 in Peking wurde vom 9. bis zum 16. August 2008 auf dem Olympischen Ruder- und Kanupark Shunyi ausgetragen. 28 Athleten in 14 Booten traten an.
Die Ruderregatta, die über 2000 Meter ausgetragen wurde, begann mit drei Vorläufen. Die ersten drei Boote zogen ins Halbfinale ein, die restlichen starteten im Hoffnungslauf. Hier konnten sich die ersten drei Boote für das Halbfinale qualifizieren. Die übrigen beiden Boote gingen in das C-Finale.
In den beiden Halbfinals kamen die ersten drei Boote ins Finale A, die restlichen ins Finale B zur Ermittlung der Plätze 7 bis 12.
Die jeweils qualifizierten Boote sind hellgrün unterlegt.

## Titelträger
| Olympiasieger | Australien Besatzung: Drew Ginn, James Tomkins | Athen 2004   |
| Weltmeister   | Australien Besatzung: Drew Ginn, Duncan Free   | München 2007 |

## Vorläufe
9. August 2008

### Vorlauf 1
| Platz | Nation             | Athleten                             | Zeit (min) |
| ----- | ------------------ | ------------------------------------ | ---------- |
| 1     | Frankreich         | Erwan Peron, Laurent Cadot           | 6:46,57    |
| 2     | Italien            | Giuseppe De Vita, Raffaello Leonardo | 6:51,01    |
| 3     | Kanada             | David Calder, Scott Frandsen         | 6:54,88    |
| 4     | Polen              | Piotr Hojka, Jarosław Godek          | 7:01,90    |
| 5     | Vereinigte Staaten | Tyler Winklevoss, Cameron Winklevoss | 7:13,64    |

### Vorlauf 2
| Platz | Nation         | Athleten                           | Zeit (min) |
| ----- | -------------- | ---------------------------------- | ---------- |
| 1     | Australien     | Drew Ginn, Duncan Free             | 6:41,15    |
| 2     | Südafrika      | Shaun Keeling, Ramon di Clemente   | 6:45,26    |
| 3     | Deutschland    | Tom Lehmann, Felix Drahotta        | 6:48,60    |
| 4     | Großbritannien | Robin Bourne-Taylor, Tom Solesbury | 6:59,48    |
| 5     | Dänemark       | Morten Nielsen, Thomas Larsen      | 7:17,43    |

### Vorlauf 3
| Platz | Nation     | Athleten                           | Zeit (min) |
| ----- | ---------- | ---------------------------------- | ---------- |
| 1     | Neuseeland | Nathan Twaddle, George Bridgewater | 6:41,65    |
| 2     | Serbien    | Goran Jagar, Nikola Stojić         | 6:46,71    |
| 3     | Tschechien | Jakub Makovička, Václav Chalupa    | 6:52,50    |
| 4     | Kroatien   | Siniša Skelin, Nikša Skelin        | 7:16,35    |

## Hoffnungslauf
11. August 2008
| Platz | Nation             | Athleten                             | Zeit (min) |
| ----- | ------------------ | ------------------------------------ | ---------- |
| 1     | Vereinigte Staaten | Tyler Winklevoss, Cameron Winklevoss | 6:36,87    |
| 2     | Kroatien           | Siniša Skelin, Nikša Skelin          | 6:38,30    |
| 3     | Dänemark           | Morten Nielsen, Thomas Larsen        | 6:38,33    |
| 4     | Großbritannien     | Robin Bourne-Taylor, Tom Solesbury   | 6:41,43    |
| 5     | Polen              | Piotr Hojka, Jarosław Godek          | 6:44,19    |

## Halbfinale
13. August 2008

### Lauf 1
| Platz | Nation     | Athleten                           | Zeit (min) |
| ----- | ---------- | ---------------------------------- | ---------- |
| 1     | Kanada     | David Calder, Scott Frandsen       | 6:34,02    |
| 2     | Neuseeland | Nathan Twaddle, George Bridgewater | 6:36,05    |
| 3     | Südafrika  | Shaun Keeling, Ramon di Clemente   | 6:37,18    |
| 4     | Tschechien | Jakub Makovička, Václav Chalupa    | 6:37,88    |
| 5     | Frankreich | Erwan Peron, Laurent Cadot         | 6:44,29    |
| 6     | Kroatien   | Siniša Skelin, Nikša Skelin        | 7:14,50    |

### Lauf 2
| Platz | Nation             | Athleten                             | Zeit (min) |
| ----- | ------------------ | ------------------------------------ | ---------- |
| 1     | Australien         | Drew Ginn, Duncan Free               | 6:34,29    |
| 2     | Vereinigte Staaten | Tyler Winklevoss, Cameron Winklevoss | 6:36,65    |
| 3     | Deutschland        | Tom Lehmann, Felix Drahotta          | 6:37,26    |
| 4     | Serbien            | Goran Jagar, Nikola Stojić           | 6:38,96    |
| 5     | Italien            | Giuseppe De Vita, Raffaello Leonardo | 6:47,30    |
| 6     | Dänemark           | Morten Nielsen, Thomas Larsen        | 6:48,65    |

## Finale

### C-Finale
13. August 2008, 10:20 Uhr MESZ

Anmerkung: zur Ermittlung der Plätze 13 bis 14
| Platz | Nation         | Athleten                           | Zeit (min) |
| ----- | -------------- | ---------------------------------- | ---------- |
| 13    | Großbritannien | Robin Bourne-Taylor, Tom Solesbury | 6:46,83    |
| 14    | Polen          | Piotr Hojka, Jarosław Godek        | 6:53,68    |

### B-Finale
15. August 2008, 10:20 Uhr MESZ

Anmerkung: zur Ermittlung der Plätze 7 bis 12
| Platz | Nation     | Athleten                             | Zeit (min) |
| ----- | ---------- | ------------------------------------ | ---------- |
| 7     | Serbien    | Goran Jagar, Nikola Stojić           | 6:49,12    |
| 8     | Tschechien | Jakub Makovička, Václav Chalupa      | 6:52,57    |
| 9     | Frankreich | Erwan Peron, Laurent Cadot           | 6:54,40    |
| 10    | Dänemark   | Morten Nielsen, Thomas Larsen        | 6:55,37    |
| 11    | Italien    | Giuseppe De Vita, Raffaello Leonardo | 7:04,91    |
| 12    | Kroatien   | Siniša Skelin, Nikša Skelin          | 7:11,19    |

### A-Finale
16. August 2008, 9:30 Uhr MESZ

Anmerkung: zur Ermittlung der Plätze 1 bis 6
| Platz | Nation             | Athleten                             | Zeit (min) |
| ----- | ------------------ | ------------------------------------ | ---------- |
| 1     | Australien         | Drew Ginn, Duncan Free               | 6:37,44    |
| 2     | Kanada             | David Calder, Scott Frandsen         | 6:39,55    |
| 3     | Neuseeland         | Nathan Twaddle, George Bridgewater   | 6:44,19    |
| 4     | Deutschland        | Tom Lehmann, Felix Drahotta          | 6:47,40    |
| 5     | Südafrika          | Shaun Keeling, Ramon di Clemente     | 6:47,83    |
| 6     | Vereinigte Staaten | Tyler Winklevoss, Cameron Winklevoss | 7:05,58    |